# ¡Shazam!
¡Shazam! (en inglés: Shazam!) es una película estadounidense de 2019 perteneciente al género de superhéroes basada en el personaje de DC Comics del mismo nombre. Es la séptima entrega dentro del Universo extendido de DC (DCEU). La película está dirigida por David F. Sandberg a partir de un guion de Henry Gayden y una historia de Gayden y Darren Lemke, y está protagonizada por Asher Angel como Billy Batson, un adolescente que puede transformarse mediante la palabra mágica «Shazam» en un superhéroe adulto interpretado por Zachary Levi. ¡Shazam! también presenta a Mark Strong, Jack Dylan Grazer, Grace Fulton, Jovan Armand, Ian Chen, Faithe Herman y Djimon Hounsou como personajes secundarios. Se trata de la primera versión cinematográfica del personaje. 
El desarrollo de ¡Shazam! comenzó a principios de la década del 2000, pero no siguió adelante durante muchos años. La película entró en preproducción en 2008 con el director Peter Segal y el guionista John August, y Dwayne Johnson fue considerado para retratar al villano Black Adam, pero el proyecto fracasó. William Goldman, Alec Sokolow, Joel Cohen, Bill Birch y Geoff Johns, entre otros, estuvieron todos vinculados al proyecto como escritores en varios puntos. Warner Bros. luego anunció oficialmente la película en 2014, con Johnson asociado para retratar a Shazam o Black Adam. Pero luego fue elegido en enero de 2017 para dirigir un proyecto de desarrollo de Black Adam en solitario. Sandberg se unió para dirigir ¡Shazam! en febrero de 2017 y Zachary Levi fue seleccionado en octubre del mismo año. El rodaje comenzó en Toronto, Ontario, Canadá, en enero de 2018, donde la mayor parte de la película filmada en los Pinewood Toronto Studios, y finalizó en mayo de 2018.
¡Shazam! fue estrenada  en Estados Unidos por Warner Bros. en RealD 3D, Dolby Cinema e IMAX 3D el 5 de abril de 2019. La película recaudó $ 369 millones de dólares en todo el mundo. Las actuaciones de Levi y Angel fueron muy bien recibidas por la crítica. Una secuela, ¡Shazam! La furia de los dioses, se estrenó el 17 de marzo de 2023.

## Sinopsis
Dos años después de la invasión de Steppenwolf a la Tierra, Billy Batson, un adolescente huérfano de 14 años con problemas que vive en Filadelfia, está listo para mudarse a un nuevo hogar de crianza temporal, el sexto consecutivo, con la familia Vásquez y sus otros cinco hijos adoptivos. Un día, Billy sube a un vagón del metro y se ve transportado a un reino diferente, donde un antiguo mago le da el poder de transformarse en un superhéroe adulto divino pronunciando la palabra «¡Shazam!». Billy y su nuevo hermano adoptivo Freddy Freeman deben aprender cuáles son los nuevos poderes de Billy y cómo usarlos para evitar que el villano el Dr. Thaddeus Sivana cometa actos infames.

## Argumento
En 1974, al norte del estado de Nueva York, mientras jugaba con su Magic 8-Ball, el niño Thaddeus Sivana (Ethan Pugiotto) está discutiendo con su abusivo padre y su también abusivo hermano durante un viaje en automóvil cuando es transportado a la Roca de la Eternidad, un templo mágico escondido, ubicado en otra dimensión. Allí conoce al antiguo mago Shazam (Djimon Hounsou), el último del Consejo de los Siete Magos, quien ha pasado siglos buscando a un nuevo campeón que sea de "corazón puro", después de que el campeón anterior se volviera loco, liberando sobre el mundo a los Siete Pecados Mortales: Pereza, Envidia, Avaricia, Lujuria, Ira, Gula y Soberbia (voces de Steve Blum, Darin de Paul y Fred Tatasciore). Thaddeus es tentado por los Pecados, atrapados en estatuas, por lo que se le considera indigno y es regresado a la Tierra. Al volver, hace una escena dentro del automóvil tratando de retroceder, lo que hace que su padre se distraiga y que el vehículo se desvíe y choque; su padre termina lisiado y su hermano mayor lo culpa del incidente.
En el presente, en Filadelfia, el hijo adoptivo Billy Batson (Asher Angel) está en desacuerdo con la ley mientras busca a su madre biológica y es colocado en el hogar grupal de Víctor Vázquez (Cooper Andrews) y Rosa Vásquez (Marta Milans) con otros cinco hijos adoptivos: Mary Bromfield (Grace Fulton), Pedro Peña (Jovan Armand), Eugene Choi (Ian Chen), Darla Dudley (Faithe Herman) y Freddy Freeman (Jack Dylan Grazer); éste último es el compañero de habitación de Billy y un entusiasta de los superhéroes. Mientras tanto, un Thaddeus Sivana ahora adulto (Mark Strong), amargado por su rechazo de niño, descubre la manera de regresar a la Roca de la Eternidad. Allí, roba el Ojo del Pecado, convirtiéndose en el recipiente de los Pecados y derrotando al Mago antes de regresar a la Tierra para matar a sus abusivos padre y hermano.
Mientras está en la escuela, Billy salva a Freddy de unos chicos abusivos y los guía en una persecución hacia un metro, donde es llamado por el mago Shazam, quien elige a Billy como el próximo campeón, aunque este se niega al principio. Al sostener el bastón y decir el nombre del Mago, Billy se transforma en un superhéroe que se ve como un adulto conocido como Shazam (Zachary Levi), que recuerda la apariencia del anciano mago. Agradeciendo a Billy, el mago se convierte en polvo, dejando atrás su bastón. Billy se asusta y regresa a casa para pedirle a Freddy que lo ayude a descubrir sus nuevos poderes, los cuales son: manipulación de electricidad, fisiología a prueba de balas, súper velocidad, súper fuerza, vuelo y sabiduría. Freddy publica videos en línea de Shazam probando sus poderes, lo que lo convierte en una sensación viral bajo el alias de "El Ciclón Rojo". Después de que Freddy se jacta ante sus compañeros de clase acerca de conocer a "El Ciclón Rojo", Billy, molesto, lo abandona y se sale de la escuela para entretener a fanáticos por dinero. Después de ver a Shazam salvar un autobús en las noticias, Sivana lo ataca y le pide que renuncie a su poder. Un Shazam no probado es fácilmente derrotado, pero se transforma de nuevo en Billy para escapar entre la multitud que huye. De las noticias, Sivana deduce la identidad de Billy y secuestra a Freddy para encontrar al primero.
En la casa de los Vásquez, los otros niños descubren el secreto de Billy y también le dicen a este que encontraron a su madre, la cual vive cerca. Billy finalmente va a encontrarla, pero se entera de que ella lo abandonó intencionalmente, ya que su padre era muy abusivo con él y con su madre, y que ella era sólo una joven adolescente en aquel momento y no podía cuidar suficientemente de él. Además le revela que después de abandonarlo se divorció de su padre y lo mandó a la cárcel por abuso y que ahora está casada con otro hombre, pero que su nuevo esposo no lo aceptará para vivir con ellos. Mientras tanto, Sivana se acerca a la casa de los Vásquez con Freddy y lo obliga a llamar a Billy. Éste regresa a casa como Shazam y acepta darle a Sivana sus poderes a cambio de salvar las vidas de su familia. Sivana está de acuerdo y abre una nueva puerta de entrada a la Roca de la Eternidad. Sin embargo, Freddy y los niños siguen a Shazam y Sivana a la Roca y atacan a Sivana. Esto le da a Shazam y a los niños tiempo para escapar y Shazam se da cuenta de que cuando los Pecados abandonan su cuerpo, Sivana es completamente mortal.
Sivana persigue a Shazam y los niños a un carnaval de invierno, donde Sivana desata a los Pecados. Mientras que Ira ataca a Shazam, los otros Pecados capturan a su familia y lo obligan a renunciar a su poder. Cuando Sivana llama a los Pecados de vuelta, Shazam usa ese momento para tomar el bastón y aturdir a Sivana. Shazam recuerda las palabras del Mago, y comparte sus poderes con sus hermanos adoptivos que se aferran al bastón y luego gritan «¡Shazam!», lo que transforma a sus hermanos en superhéroes adultos como él. Shazam rompe el bastón y mientras la familia mantiene ocupados a los Pecados, Shazam lucha contra Sivana. Finalmente, logra derrotar a Sivana provocando a Envidia para que deje el cuerpo de éste, dejándolo sin poderes. Shazam se deshace de Envidia y salva a Sivana de caer de un edificio. Luego, remueve a los Pecados del ojo de éste y Shazam y su familia son aclamados como héroes públicos. Al regresar el Ojo del Pecado y a los Pecados Mortales a su prisión, Billy y sus hermanos se dan cuenta de que la ahora vacante Roca de la Eternidad puede ser su nueva guarida. Más tarde, Billy aparece en la escuela como Shazam para almorzar con sus hermanos adoptivos, revelando para sorpresa de Freddy que también invitó a Superman (Ryan Hadley).
En una escena a mitad de los créditos, un Sivana encarcelado es abordado por Mister Mind (voz de David F. Sandberg) con una propuesta que afirma que puede devolverle sus poderes. En una escena poscréditos, Freddy prueba si Shazam puede hablar con los peces, citando a Aquaman.

## Reparto
- Asher Angel y Zachary Levi como William «Billy» Batson / Shazam:
Un adolescente huérfano con problemas que es elegido como el "Campeón de la Eternidad". Dado los poderes de un antiguo mago, se transforma en un adulto con superpoderes cuando grita el nombre del hechicero. Batson es elegido como el nuevo Campeón, miles de años después de que el Consejo de la Eternidad seleccionara a otro héroe, quien finalmente mató a todo el Consejo, excepto al mago Shazam.[12] Los poderes otorgados por el antiguo mago a Batson incluyen dones otorgados al hechicero de varios otros. Estos poderes incluyen: la sabiduría de Salomón, la fuerza de Hércules, la resistencia de Atlas, los poderes de Zeus (control de rayos y resistencia mágica), el valor de Aquiles y la velocidad de Mercurio (que también le proporciona vuelo).[13][14]
  - David Kohlsmith como William «Billy» Batson de 4 años.
- Mark Strong como el Dr. Thaddeus Sivana:
Un físico obsesionado con descubrir los secretos de la magia a través de la ciencia quien creció como un marginado de su rica familia. El mismo Sivana fue convocado por el Mago Shazam cuando era niño, pero no fue elegido como su campeón, lo que llevó a Sivana a pasar su vida intentando desbloquear el secreto para regresar a la Roca de la Eternidad.[11][15]
  - Ethan Pugiotto como el niño Thaddeus Sivana.
- Jack Dylan Grazer como Frederick «Freddy» Freeman: El hermano adoptivo de Billy y su mejor amigo, un discapacitado entusiasta de los superhéroes, quien es la primera persona en enterarse de que Billy es Shazam.[16]
  - Adam Brody como el súper-ego adulto de Freddy.
- Djimon Hounsou como El Mago Shazam:

Un antiguo mago que busca un sucesor, otorgando finalmente sus poderes a Billy Batson para que pueda transformarse mágicamente en un superhéroe adulto.
- Grace Fulton como Mary Bromfield: La hermana adoptiva de Billy en su nuevo hogar, la «mamá gallina» que ayuda a cuidar a los otros niños y está debatiendo la posibilidad de asistir a la universidad en California.[19][20]
  - Michelle Borth como el súper-ego adulto de Mary.
- Jovan Armand como Pedro Peña: El hermano adoptivo de Billy en su nuevo hogar, un niño tímido y sensible que tiene problemas para comunicarse.[21]
  - D. J. Cotrona como el súper-ego adulto de Pedro.
- Ian Chen como Eugene Choi: El hermano adoptivo de Billy en su nuevo hogar, un entusiasta obsesivo de los juegos y un incipiente técnico.[21]
  - Ross Butler como el súper-ego adulto de Eugene.
- Faithe Herman como Darla Dudley: La hermana adoptiva más pequeña de Billy en su nuevo hogar, una niña enérgica y efusiva.[22]
  - Meagan Good como el súper-ego adulto de Darla.
- Cooper Andrews como Víctor Vásquez: El padre adoptivo del hogar grupal donde viven Billy y sus amigos.[23]
- Marta Milans como Rosa Vásquez: La madre adoptiva del hogar grupal donde viven Billy y sus amigos.[24]

La película también presenta a Andi Osho como la señora Emma Glover, una trabajadora social. Caroline Palmer aparece como Marilyn Batson, la madre de Billy a quien abandona de niño. John Glover interpreta al Sr. Sivana, el padre separado de Thaddeus y jefe de Industrias Sivana. Wayne Ward interpreta a Sid Sivana, el hermano mayor de Thaddeus mientras que Landon Doak aparece como el joven Sid. Natalia Safran fue elegida como la Sra. Sivana, la madre del Doctor Sivana. Safran retrató previamente a Rina, la Reina del Reino de los Pescadores de la Atlántica en Aquaman. Además, Bill Dean interpreta la voz de una versión de juguete de Batman, mientras que Lotta Losten repitió su personaje como Esther Crosby de la película Lights Out de Sandberg, en una aparición en un easter egg. Superman, el superhéroe protector de Metrópolis, tiene un cameo al final de la película siendo retratado por el doble de acción Ryan Hadley. Durante la primera escena poscréditos, el director de la película David F. Sandberg le da voz a Mister Mind, un malvado gusano alienígena que le ofrece una futura alianza al Doctor Sivana. 
Además, los Siete Pecados Mortales, un equipo sobrenatural de villanos formado por los demonios Pereza, Envidia, Avaricia, Lujuria, Ira, Gula y Soberbia, aparecen en la película. Inicialmente están atrapados en estatuas custodiadas por el mago Shazam, pero escapan y se alinean con Sivana. Los personajes fueron representados por dobles acrobáticos en trajes de captura de movimiento en el set durante el rodaje y representados como personajes generados por computadora en la versión final de la película. Con Fred Tatasciore como la voz de Ira, Lujuria y Pereza; Steve Blum como la voz de Envidia y Gula; y Darin De Paul como la voz de Avaricia y Soberbia.

## Producción

### Desarrollo
New Line Cinema comenzó el desarrollo de un largometraje de acción en vivo de ¡Shazam! a principios de la década de 2000, con múltiples borradores de guiones de William Goldman, Alec Sokolow, Joel Cohen, Bryan Goluboff y John August. La versión del guion de ¡Shazam! escrita por August, la cual entró en preproducción en 2008, era una comedia de acción que se centraba en la historia de origen del héroe, conocido luego por su nombre original, Capitán Marvel, y su joven alter ego, Billy Batson. Peter Segal fue agregado como director y el actor Dwayne Johnson estaba en conversaciones para interpretar al villano de la película, Black Adam. ¡Shazam! fue originalmente producida por New Line Cinema y luego trasladada a Warner Bros. durante el transcurso de su desarrollo.

### Preproducción
En agosto de 2017, el director David F. Sandberg declaró que la película sería la siguiente en rodarse en el universo de DC Comics, y para fin de ese mismo mes había comenzado la preproducción. En octubre de 2017, el director de fotografía Maxime Alexandre y la diseñadora de producción Jennifer Spence, quien había trabajado anteriormente con Sandberg en Annabelle: Creation, se unieron a la producción. El mes siguiente, el coordinador de dobles de Aquaman, Kyle Gardiner, fue contratado para trabajar en las secuencias de acción de la película. El 12 de enero de 2018, la fecha de lanzamiento de la película fue anunciada oficialmente.

### Casting
Para septiembre de 2014, Dwayne Johnson iba a retratar a Black Adam en la película, pero en julio de 2017 dejó el proyecto para realizar una película en solitario del personaje. En agosto de 2017, el proceso de selección de Shazam y otros personajes para la película había comenzado. Sandberg había declarado en una entrevista que, en lugar de eliminar el envejecimiento de un actor con efectos especiales o imágenes generadas por computadora, elegiría a un actor infantil y un actor adulto para el papel del personaje principal. Zachary Levi, John Cena, Zane Holtz, Jake McDorman, Derek Theler y Billy Magnussen se reunieron con Sandberg para el papel de Shazam. En octubre de 2017, Levi fue elegido finalmente para el papel titular. En noviembre, Grace Fulton se unió al elenco como Mary Bromfield, una de las hermanas de crianza de Billy Batson. Fulton volvió así a trabajar con el director después de Annabelle: Creation. Más tarde ese mismo mes, Mark Strong estaba en negociaciones finales para interpretar al Dr. Sivana, el villano de la cinta. El actor británico confirmó su participación en enero de 2018. En noviembre de 2017, Asher Angel fue seleccionado como el alter ego infantil del héroe, Billy Batson. En diciembre de ese año, Jack Dylan Grazer fue elegido como Freddy Freeman, el mejor amigo de Batson. Más tarde ese mes, Jovan Armand, Ian Chen, Faithe Herman y Cooper Andrews fueron elegidos para interpretar a Pedro Peña, Eugene Choi y Darla Dudley, respectivamente, mientras que Andrews fue seleccionado para el rol de Víctor Vásquez, el padre de crianza temporal de Batson y sus amigos. Para enero de 2018, Ron Cephas Jones entró en conversaciones para interpretar el papel del mago Shazam, quien otorga a Batson sus poderes. Más tarde ese mes, Marta Milans se unió al elenco para interpretar a Rosa Vásquez, la madre adoptiva en la casa donde vive Billy. A fines de enero de 2018, Lotta Losten reveló que había sido elegida para un papel en la película. El 23 de abril de 2018, se anunció que Ross Butler también se había unido al elenco. En julio, se anunció que Djimon Hounsou había reemplazado a Jones como el mago Shazam durante el rodaje, debido a que Jones tenía conflictos de programación con otros proyectos.

## Música
El 21 de julio de 2018, Benjamin Wallfisch fue anunciado como el compositor de ¡Shazam!.

## Mercadotecnia

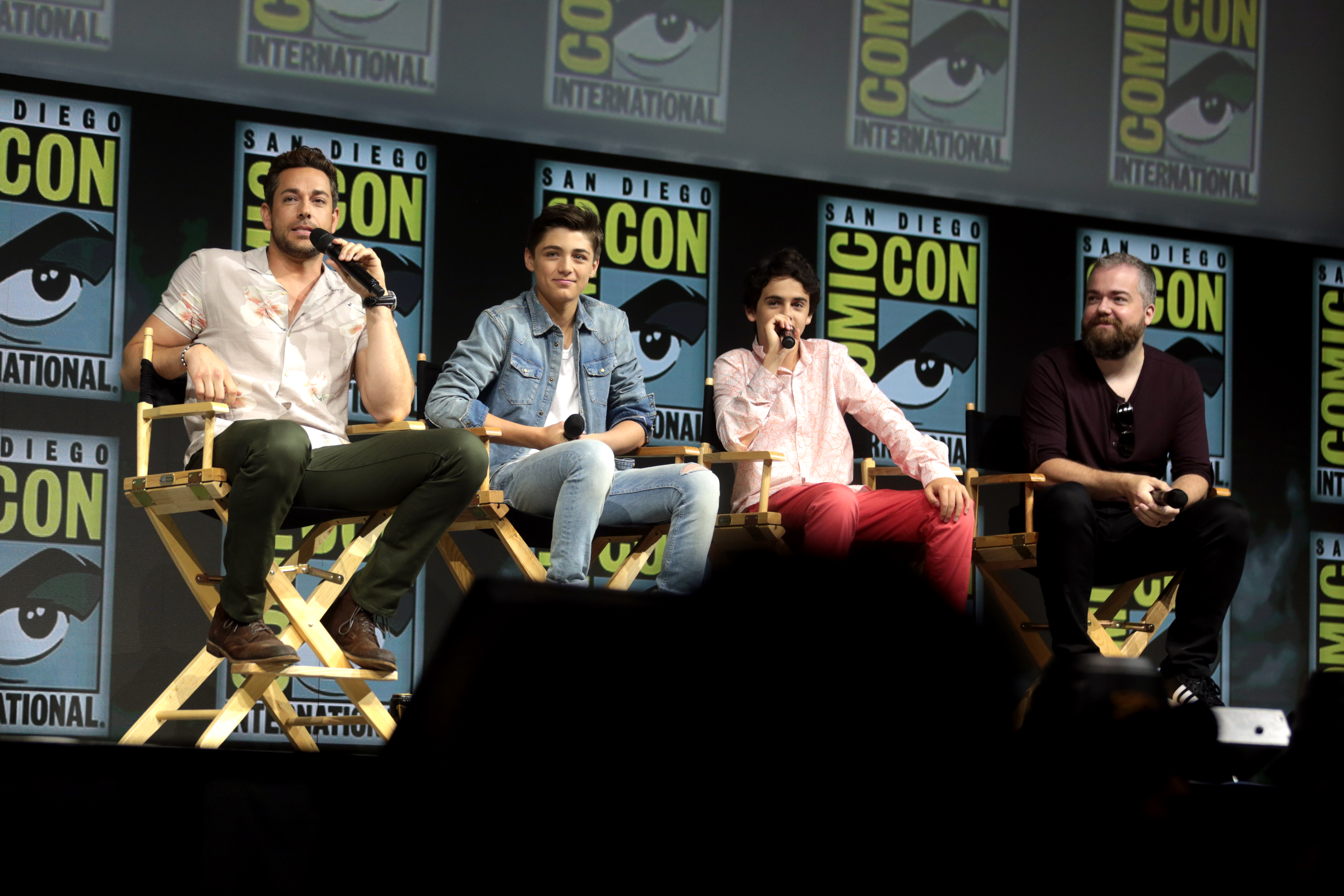
De izquierda a derecha, Zachary Levi, Asher Angel, Jack Dylan Grazer y David F. Sandberg promocionando ¡Shazam! en la Convención Internacional de Cómics de San Diego de 2018.

En abril de 2018, un adelanto de ¡Shazam! se mostró en la convención CinemaCon en Las Vegas, Nevada, y el director David F. Sandberg presentó además un vídeo detrás de escena. Durante una entrevista con Film Riot Podcast en junio de 2018, Sandberg dijo que: "En este caso, fue como 'Sí, quiero que sea una película clásica de superhéroes'. Se lleva a cabo en el invierno, por lo que es un montón de exteriores oscuros, pero con muchas luces de colores y cosas a su alrededor". El 21 de julio de 2018, se mostró el primer tráiler de la cinta en la Convención Internacional de Cómics de San Diego. El tráiler fue lanzado más tarde en línea. Dicho tráiler recibió una respuesta favorable de periodistas y audiencias, quienes elogiaron su tono ligero y humorístico.
Las primeras imágenes de la película hicieron su debut en la Brazil Comic Con (CCXP), en São Paulo, el 9 de diciembre de 2018, durante el panel del estudio Warner Bros., con las imágenes descritas para los asistentes como "llenas de acción". El 4 de marzo de 2019 se lanzó un nuevo tráiler y se incluyó un adelanto de tres minutos en los medios digitales domésticos de Aquaman.
En la STP 500, el 24 de marzo de 2019, ¡Shazam! fue el patrocinador principal de Aric Almirola y del Ford Mustang #10 en la serie de la Copa NASCAR de Monster Energy. Almirola terminaría noveno después de comenzar en la segunda posición.

## Lanzamiento
El 13 de marzo de 2019, Warner Bros. Pictures anunció que se estaban asociando con Fandango para realizar proyecciones exclusivas el 23 de marzo, dos semanas antes del lanzamiento en 1.200 pantallas seleccionadas y 40 circuitos de exhibición.
¡Shazam! se estrenó en Toronto el 15 de marzo de 2019, y fue lanzada en Estados Unidos por Warner Bros. Pictures en RealD 3D, Dolby Cinema e IMAX 3D el 5 de abril de 2019.

## Versión Doméstica
"Shazam" fue lanzado en Digital HD, el 2 de julio de 2019. En DVD, salió a la venta el 16 de julio con el 4K UHD + Blu-ray + Digital. En ventas en DVD vendió $8,515,511 y el Blu-ray $21,107,705 haciendo en total $29,622,736.

## Recepción

### Taquilla
A partir del 21 de abril de 2019, ¡Shazam! recaudó $ 121.3 millones de dólares en Estados Unidos y Canadá, y $ 201.5 millones en otros territorios, para un total mundial de $ 369  millones de dólares.
En Estados Unidos y Canadá, ¡Shazam! fue lanzada junto con The Best of Enemies y la adaptación de Cementerio de animales, y se proyectó que recaudaría entre 40 y 50 millones de dólares en 4260 cines durante su primer fin de semana de estreno. Dos semanas antes de su lanzamiento, la película recaudó $ 3.3 millones de dólares de las proyecciones anticipadas de Fandango, más que los $ 2.9 millones de dólares de Aquaman, estrenada en diciembre de 2018. Luego, consiguió $ 5.9 millones en las proyecciones del jueves por la noche, para un total combinado de $ 9.2 millones de dólares. La película recaudó un total de $ 20.5 millones en su primer día, incluidas las previsualizaciones del jueves. Continuó debutando con $ 53.5 millones, terminando primera en la taquilla. En su segundo fin de semana, la película ganó $ 25.1 millones, reteniendo el primer lugar, antes de ser destronada por la recién llegada La maldición de La Llorona en su tercer fin de semana.
En otros territorios, la película se estrenó en 53 mercados el miércoles y jueves antes de en Estados Unidos y se proyectó que en su debut recaudaría entre $ 100 y $ 120 millones de dólares, consiguiendo en su apertura global entre $ 145 y $ 170 millones de dólares. En sus dos primeros días de estreno internacional, la película ganó $ 15.7 millones y terminó primera en 48 de sus 53 mercados. Luego, se lanzó en 26 países adicionales, incluida China, donde consiguió $ 16.4 millones de dólares en su primer día. Continuó luego con un debut internacional de $ 102 millones y un total global de $ 158.6 millones de dólares. Ocupó el primer lugar en 60 de sus 79 mercados, con su mayor recaudación en China ($ 30.9 millones), México ($ 6.2 millones), Reino Unido ($ 5.3 millones), Rusia ($ 5.2 millones) y Brasil ($ 5.1 millones).

### Respuesta crítica
En el sitio web de reseñas y críticas Rotten Tomatoes, la película tiene un índice de aprobación del 90% basado en 420 comentarios, con una calificación promedio de 7.3/10. El consenso crítico del sitio web dice: "¡Shazam!, una mezcla entretenida y sin esfuerzo de humor y corazón, es una película de superhéroes que nunca olvida el verdadero poder del género: el feliz cumplimiento de los deseos". En el sitio web Metacritic tiene un puntaje promedio ponderado de 71 sobre 100, basado en 52 críticas, lo que indica "revisiones generalmente favorables". Las audiencias encuestadas por CinemaScore dieron a la película una calificación promedio de "A" en una escala de A + a F, mientras que las de PostTrakle dieron un puntaje general positivo de 83% y un 61% de "recomendación definitiva".
Nick Allen, de RogerEbert.com, dijo que: "Mientras ¡Shazam! es más tonta (y oscura) de lo que puede parecer, desearás que su superhéroe venga con un poco más de chispa". Frank Scheck, de Hollywood Reporter, calificó a la película de "grande y con esteroides" y elogió el tono y las actuaciones. Alonso Duralde, de The Wrap, escribió: "Si las películas de Mujer maravilla y Aquaman representan los primeros pasos en la gran pantalla de DC Comics, lejos de la austera paleta de colores de las películas de Zack Snyder, ¡Shazam! nos adentra profundamente en los colores primarios en un solo límite...esta nueva entrega de DC tiene una luminosidad encantadora, tanto en lo visual como en su tono".
Al escribir para AV club, Ignatiy Vishnevetsky dio a la película una "B" y dijo: "Mientras que la historia de un campeón muy dominado llegando a desafiar a un villano unidimensional siniestro podría parecer como el epítome de la simplicidad, ¡Shazam! sigue siendo un éxito de taquilla moderno, sobrecargado con historias de fondo tanto para héroes como para villanos y subtextos que puede (o no) articular completamente". Esa publicación siguió con una consideración adicional de la masculinidad en la película y el género de superhéroes en general, centrándose en la transición de Billy Batson de un adolescente a un hombre con poder y responsabilidad. Benjamin Lee, de The Guardian, dio a la película 3 de 5 estrellas, y escribió: "El final, aunque admirablemente autocontenido y en pequeña escala, continúa durante demasiado tiempo, una escalada aburrida de anti-clímax que disminuye el impacto emocional deseado. Es una película en necesidad de una edición más precisa con un guion que necesita un pulido más nítido, un impulsor de franquicia imperfecto que, sin embargo, representa un progreso significativo para DC".

### Premios y nominaciones
| Premio                      | Fecha de la ceremonia   | Categoría                   | Destinatarios y nominados                 | Resultado | Ref.   |
| --------------------------- | ----------------------- | --------------------------- | ----------------------------------------- | --------- | ------ |
| Golden Trailer Awards       | 29 de mayo de 2019      | Mejor acción                | Shazam! Warner Bros. Studios Buddha Jones | Nominado  | [ 72 ] |
| Golden Trailer Awards       | 29 de mayo de 2019      | Mejor spot de TV            | Shazam! Warner Bros. Studios Buddha Jones | Nominado  | [ 72 ] |
| MTV Movie & TV Awards 2019  | 17 de junio de 2019     | Mejor héroe                 | Zachary Levi como Billy Batson / Shazam   | Nominado  |        |
| MTV Movie & TV Awards 2019  | 17 de junio de 2019     | Mejor actuación cómica      | Zachary Levi                              | Nominado  |        |
| People's Choice Awards 2019 | 10 de noviembre de 2019 | Película de acción favorita | Shazam!                                   | Nominada  |        |

## Secuela
En abril de 2019, The Wrap informó que Warner Bros. está desarrollando una secuela, con Henry Gayden volviendo para escribir el guion de la cinta, junto con la dirección de David F. Sandberg y la producción de Peter Safran. Por lo que se sabe, Mark Strong retomaría su papel como el Dr. Sivana.
En junio de 2020, la actriz Marta Milans confirmó que ella volvería para la segunda parte de la película en el papel de madre adoptiva del joven Billy